# جایزه بزرگ ایتالیا ۱۹۷۸
جایزه بزرگ ایتالیا ۱۹۷۸ (انگلیسی: ‎1978 Italian Grand Prix‎) یک مسابقهٔ موتوری در رشتهٔ اتومبیل‌رانی فرمول یک بود که در تاریخ ۱۰ سپتامبر ۱۹۷۸ در پیست ناتزیوناله مونتزا واقع در مونتزا، لمباردی، ایتالیا برگزار شد. این گراند پری در میان ۱۶ گراند پری در فصل ۱۹۷۸، مسابقهٔ شمارهٔ ۱۴ بود.
در این مسابقه که قرار بود در ۵۲ دور و به مسافت ۳۰۱٫۶۰۰ کیلومتر (۱۸۷٫۴۰۶ مایل) برگزار شود، پول پوزیشن توسط ماریو اندرتی کسب شد و سریع‌ترین زمان برای طی یک دور پیست که برابر با ۱:۳۷٫۵۲۰ بود نیز توسط ماریو اندرتی به ثبت رسید. این مسابقه پیش از پایان دورهای برنامه‌ریزی‌شده، به‌دلیل تصادف شدید رونی پیترسن در اوایل مسابقه، و سپس تصادف مجدد جودی شکتر در ادامهٔ مسابقه، نهایتاً در دور ۴۰ و پس از طی مسافت ۲۳۲٫۰۰۰ کیلومتر (۱۴۴٫۱۵۸ مایل) متوقف شد. پیترسن یک روز پس از این حادثه در بیمارستان درگذشت.
نیکی لائودا از تیم برابام-آلفا رومئو، جان واتسون از تیم برابام-آلفا رومئو و کارلوس روتمان از تیم فراری به‌ترتیب مقام‌های اول تا سوم مسابقه را کسب کردند.

## رده‌بندی قهرمانی پس از مسابقه
| جایگاه | راننده        | امتیاز |
| ------ | ------------- | ------ |
| ۱      | ماریو اندرتی  | ۶۴     |
| ۲      | رونی پیترسن   | ۵۱     |
| ۳      | نیکی لائودا   | ۴۴     |
| ۴      | کارلوس روتمان | ۳۵     |
| ۵      | پاتریک دیپلر  | ۳۲     |
| منبع:  |               |        |

| جایگاه | سازنده            | امتیاز |
| ------ | ----------------- | ------ |
| ۱      | لوتوس-فورد        | ۸۵     |
| ۲      | برابام-آلفا رومئو | ۵۳     |
| ۳      | فراری             | ۴۰     |
| ۴      | تایرل-فورد        | ۳۶     |
| ۵      | لیجیه-ماترا       | ۱۹     |
| منبع:  |                   |        |

یادداشت
- تنها پنج جایگاه نخست از هر رده‌بندی نمایش داده شده است.